# Tommaso Maria Zigliara

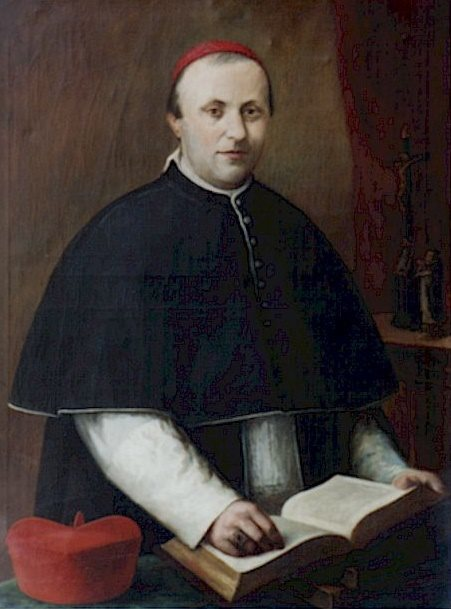
Tommaso Maria Kardinal Zigliara

Tommaso Maria Zigliara OP (ursprünglicher Name: Francesco Zigliara; * 29. Oktober 1833 in Bonifacio, Korsika; † 11. Mai 1893 in Rom) war ein römisch-katholischer Ordensgeistlicher, Theologe, Philosoph und Kardinal.

## Leben
Zigliara wurde in Bonifacio, einer Hafenstadt auf Korsika, geboren. Seine erste Ausbildung erhielt er in seiner Heimatstadt von dem Jesuiten Aloysius Piras. Im Alter von achtzehn Jahren wurde er in Rom in den Dominikanerorden aufgenommen. Er legte 1852 die Ordensgelübde ab und studierte Philosophie am „Collegium des Heiligen Thomas von Aquin“ (Collegium Divi Thomae), der späteren Universität Heiliger Thomas von Aquin. Von Anfang an zeigte Zigliara überdurchschnittliche Begabung. Er vollendete seine Studien in Perugia, wo er am 17. Mai 1856 durch Erzbischof Gioacchino Pecci, den späteren Papst Leo XIII., die Priesterweihe empfing.

### Laufbahn
Bald nach seiner Weihe wurde der junge Priester berufen, Philosophie zu lehren, zunächst in Rom, dann in Corbara auf Korsika, und später im Diözesan-Seminar von Viterbo, wo er auch Novizenmeister des Konvents von Gradi wurde.
Danach wurde er nach Rom berufen und erneut Novizenmeister. Zigliara lehrte am Collegium Divi Thomae von 1870 bis 1879 und war ab 1873 auch Regens des Collegs. 1873 wurde der Orden jedoch von der italienischen Regierung gezwungen, den Konvent der Minerva aufzugeben, und Zigliara fand mit den Professoren und Studenten Zuflucht bei den Spiritanern im Französischen Seminar in Rom. Dort wurden die Vorlesungen weitergeführt, bis ein Haus bei der Minerva genutzt werden konnte. Zigliaras Ruf wurde dadurch in Rom bekannt. Französische, italienische, deutsche, englische und amerikanische Bischöfe bemühten sich, ihre vielversprechendsten Studenten und Professoren in seine Obhut zu geben.
Zigliara war auch an der Verfassung der Enzykliken beteiligt, die die Renaissance des Thomismus begründeten und die modernistische Krise beantworteten (Aeterni Patris, Rerum Novarum u. a.)
Schon zwischen Kardinal Pecci und Zigliara bestand eine enge Freundschaft, und als Pecci zum Papst gewählt wurde, ernannte er in seinem ersten Konsistorium am 12. Mai 1879 Zigliara zum Kardinaldiakon mit dem Titel Santi Cosma e Damiano. 1893 wurde er zum Kardinalbischof von Frascati ernannt. Aufgrund einer Erkrankung, die am 11. Mai 1893 zum Tode führte, empfing er jedoch nie die Bischofsweihe. Er wurde auf dem römischen Friedhof Campo Verano beigesetzt.

## Werke
Er war Mitglied von sieben römischen Kongregationen, neben der Arbeit als Präfekt der Studienkongregation und als Ko-Präsident der Akademie des Hl. Thomas von Aquin. Durch seine Lehre und seine Schriften wurde er zu einem der Vorreiter bei der Renaissance der thomistischen Philosophie.
Zigliara galt als ein Mann von tiefer Frömmigkeit und Hingabe und war bis an sein Lebensende ein unermüdlich Lernender. Eines seiner Hauptwerke ist die Herausgabe der Editio Leonina der Werke von Thomas von Aquin. Der erste Band enthält noch seinen eigenen Kommentar. Daneben veröffentlichte er die Propaedeutica ad Sacram Theologiam und arbeitete an einem umfangreichen Werk über die Sakramente, von dem nur die Abhandlung über die Taufe und die Beichte vor seinem Tod erschienen. Das bedeutendste seiner Werke ist aber seine Summa Philosophica in der Tradition von Goudin und Roselli, die bis heute in vielen Übersetzungen weltweit Verwendung findet.
- Osservazioni su alcune interpretazioni di G.C. Ubaghs sull’ ideologia di San Tommaso d’Aquino. Viterbo, 1870.
- Della luce intellettuale e dell’ ontologismo secondo la dottrina di S. Bonaventura e Tommaso d’Aquino. Rome, 1874.
- De mente Concilii Viennensis in definiendo dogmate unionis animae humanae cum corpore. 1878.
- Commentaria S. Thomae in Aristotelis libros Peri Hermeneias et Posteriorum analyticorum, in fol. vol. I, "Opp. S. Thomae": Rom, 1882.
- Saggio sui principi del tradizionalismo.
- Dimittatur e la spiegazione datane dalla S. Congregazione dell’ Indice.